# Rotmans internacional
Rotmans internacional je bio britanski proizvođač duvana. Njegovi brendovi su Rotmans, Planers i Dunhil. Njegova međunarodna središta su bila u ulici Hil, u Londonu, a međunarodne operacije su se vodile iz "Denham mesta ", "Denham Sela" u Bukinghamšire-u. Lista je bila na Londonskoj berzi i nekada je bila sastavni deo indeksa FTSE 100, ali je kupio Britansko- Američke Cigarete 1999. godine. Njeno poslovanje je bilo najjače u Evropi i specijalizovalo se za premium brendove.

## Istorija
Kompaniju je osnovao Luis Rotman 1890. godine kao mali kiosk na ulici Flit u Londonu. Godine 1900. Rotman je otvorio malu salu u Pal Mal- u, odakle je pokrenuo svoj poznati brend cigarete Pall Mall . Njegova reputacija bila je takva da je kralj Edvard VII dodelio Rotmansu kraljevski nalog 1905. godine. Rotmans je prvi put na listi na Londonskoj berzi 1929. godine.
Godine 1954. kompanija Rembrandt Tobako preuzela je kontrolni interes za Rotmans. Rembrandt se širio i 1958. godine je preuzeo Carreras koji je zauzeo 51% udela u Alfred Dunhil- u 1967. godine.
Tokom 1970-ih Rothmans je učestvovao u sponzorisanju sponzora britanskog olimpijskog tima 1972. godine i inauguralnih Hong Kong Sevensa 1976. godine. Takođe su sponzorisali "Rotmans Fudbalski godišnjak" , godišnju fudbalsku referentnu knjigu, od 1970. do 2002. godine.
U Maleziji je Rotmans bio jedan od popularnih brendova cigareta, toliko da je jedan od kružnih tokova u Petaling Jaia bio nazvan "Rotmans Kružni tok" zahvaljujući njegovoj blizini bivšem sedištu Rotmansa Pal Mal Malezije (sada Britansko Američke cigarete Malezija ). Od tada se pretvorio u 4-smerni spoj.
Godine 1988. Lord Svaitling je postao predsednik i izvršni direktor .
U januaru 1996. godine, grupa Rembrandt i Ričemont spajali su svoje duvanske delatnosti pod imenom Rotmans Internacional. Potom 1999. Rotmans je kupio Britiš Amerikan Tobako .
Preuzimanja rezultiralo je zatvaranjem proizvodnih pogona Rotmans Spenimur i Darlington 2000. i 2001. godine, dok je proizvodnja prešla u veću fabriku u Soutamptonu.

## Sponzorstvo motornih vozila
Rotmans je bio aktivni promoter motornih sportova u osamdesetim i devedesetim godinama.
Od 1982. godine, Rotmans je podržao fabrički porast Poršea , pobedivši 1982. 24 sataod Le Man sa 1-2-3 finišom sa svojim Poršeom 956 . Oni bi osvojili događaj još tri puta u osamdesetim. Rotmans-Porše je takođe osvojio Svetsko prvenstvo u sportskom prvenstvu 1985. godine, pre nego što je tim zvanično izvukao šampionat 1987. godine. Sponzorstvo Rotmans-a također je prošireno na reliju , gde su sponzorisali Valter Rohrl 1982 Svetsko prventstvo u sportu - pobedivši Opel Askona 400 . 1984. godine Porše je proizveo 911 SC RS automobil posebno za Rotmans, a automobilom upravlja David Ričards i novoformirani Prodrive . Rotmans je takođe sponzorirao pobednički Porše tim na reliju Pariz-Dakar 1986. godine . Kada je uključivanje Porše-a završeno na kraju dana Grupe B , Rotmans je prenio svoje asocijacije na reli klub Subaru , koji je takođe vodio Prodrive. Slučajno, Ričards je sponzorisao Rotmans kada je zajedno sa Ari Vatanenom pokrenuo svoj privatni šampionat u šampionatu iz 1981. godine na Ford Escortu RS1800 . Udruženje sa Prodriveom trajalo bi do 1992. godine , kada je njihovo sponzorstvo zamenio brend serije " State Ekpress 555" .
Između 1985 i 1993. Grand Prik motocikla , Rotmans je podržao rad Honde. Rotmans je zatim prešao svoju asocijaciju na Villiams F1 tokom svetskog prvenstva od 1994. do 1997. godine. Međutim, njihovo vrijeme sa Villiamsom je bilo poremećeno kada je Airton Senna , koji mnogi smatraju najvećim vozačem Formule 1 svih vremena, umro za volanom Rotmansa -Villiams tokom Grand San Fernando Grand Prik 1994. Sponzorstvo je prebačeno 1998. godine na Vinfield , drugu sestrinsku marku.
Rotmans je takođe bio sponzor za titulu imena za australijsku ekipu Allan Mofat Rasing u ranim krugovima prvog svetskog takmičenja u automobilu 1987. godine (Mofat tim se dugo udružio sa Rothmans-om koji su sponzorisali timove Mazde RKS-7s početkom 1980-ih u australijskoj Touring automobilu koji trči kroz svoj brand Peter Stuivesant ). Vožnja V8 Commodore SS grupe A , timski šef Allan Moffat i suvozač John Harvei osvojili su prvu VTCC trku, 1987 Monza 500 . Par će kasnije voziti autobuse spravljenom od Rotmansa do četvrtog mesta u 1987 Spa 24 sata .

## Proizvodi
- Rotmans International
- Rotmans Biru
- Rotmans kraljevska veličina filtera
- Benson i Hedges
- Dunhil
- Dunhil Internacional
- Crna mačka
- St Moritz Mentol
- Zlatni Amerikanci (Poljska)
- Craven A
- Zlatni list DŽona Igrača
- Kraljevi 25
- Konzulat Mentol
- Kent
- Pal Mal
- Perilski
- Peter Stuivesant
- State Ekspres 555

Distribucioni proizvodi
- Dji Sam Soe 234
- L & M
- Duga plaža
- Marlboro
- ST Dupont Pariz
- U Mild